# Диндіков Олександр Леонідович
Олександр Леонідович Диндіков (нар. 3 січня 1982, УРСР) — український футболіст, півзахисник.
Син радянського та українського тренера Леоніда Диндікова.

## Клубна кар'єра
Вихованець клубу «Кремінь» (Кременчук), у складі якого у віці 16 років та 2 місяців розпочав кар'єру гравця. Перший тренер — Леонід Лукич Диндіков. Пізніше виховувався в школах УФК (Дніпропетровськ) (тренер — В. М. Ястребов) та «Динамо» (Київ) (тренер — О. О. Лисенко).
У сезоні 2000/01 років виступав у німецькому клубі «Заксен».
На початку 2002 року отримав запрошення від донецького «Металурга», у складі якого 3 червня 2002 року дебютував у Вищій лізі у поєдинку з харківським «Металістом» (1:3). В липні 2002 року був на перегляді в алчевській «Сталі», але повернувся до Донецька. Влітку 2003 року перейшов до дніпродзержинської «Сталі».
Влітку 2004 року перейшов до кіровоградської «Зірки».
Потім виступав за кордоном, де захищав кольори молдовського «Тилігул-Тираса» (Тирасполь), вірменського «Бананца» та узбецьких клубів ОТМК (Алмалик) та «Динамо» (Самарканд).
З 2010 по 2017 рік виступав за українські аматорські клуби «Велика Багачка», «Шпола-ЛНЗ-Лебедин», «Нове життя» (с. Андріївка), «Олімпія» (Савинці) та «Великі Кринки».

## Досягнення
- Вища ліга чемпіонату України
  -  Бронзовий призер (1): 2002